# Xã Beauvais, Quận Ste. Genevieve, Missouri
Xã Beauvais (tiếng Anh: Beauvais Township) là một xã thuộc quận Ste. Genevieve, tiểu bang Missouri, Hoa Kỳ. Năm 2010, dân số của xã này là 1.789 người.